# Quinzano d’Oglio
Quinzano d’Oglio ist eine norditalienische Gemeinde (comune) mit 6240 Einwohnern (Stand 31. Dezember 2023) in der Provinz Brescia in der Lombardei. Die Gemeinde liegt etwa 30,5 Kilometer südwestlich von Brescia und etwa 19 Kilometer nordnordwestlich von Cremona. Quinzano d’Oglio liegt teilweise im Parco dell'Oglio Nord und grenzt unmittelbar an die Provinz Cremona. Der Oglio bildet die südliche Grenze der Gemeinde.